# Nikolaos Pantidos
Nikolaos Pantidos (griechisch Νικόλαος Παντίδος, * 19. April 1991 in Athen) ist ein griechischer Fußballspieler.
Nikolaos Pantidos, der auf der Position des Innenverteidigers spielt, begann seine Fußballkarriere bei den Jugendakademien von Panathinaikos Athen, wo er bis Ende 2007 blieb. Im Januar 2008 erhielt Pantidos einen Profivertrag und wechselte in den Kader der Herrenmannschaft. Sein Debüt in der höchsten griechischen Spielklasse gab Pantidos, als erst 17-Jähriger, am 14. Mai 2008 bei einer Begegnung gegen AEK Athen. 2012 spielte Pantidos beim griechischen Verein Aris Thessaloniki.

## Erfolge
- Griechischer Meister: 2010
- Griechischer Pokalsieger: 2010

| Personendaten    | Personendaten               |
| ---------------- | --------------------------- |
| NAME             | Pantidos, Nikolaos          |
| KURZBESCHREIBUNG | griechischer Fußballspieler |
| GEBURTSDATUM     | 19. April 1991              |
| GEBURTSORT       | Athen, Griechenland         |